# 機関車アイバー
機関車アイバー（きかんしゃアイバー、英: Ivor the Engine）は、オリバー・ポストゲートおよびピーター・ファーミンのSmallfilms社による、イギリスの子供向けアニメである。
「ウェールズの左上の隅」に住み、「ザ・メリオネス・アンド・スランティシスリー・レイルウェイ・トラクション・カンパニー・リミテッド」 (The Merioneth and Llantisilly Rail Traction Company Limited) のために働いていた、小さな緑色の機関車の冒険を描く、子供向けのテレビ・シリーズである。
アイバーの友人には、ジョーンズ・ザ・スチーム (Jones the Steam)、エヴァンス・ザ・ソング (Evans the Song) およびダイ・ステーション (Dai Station)、その他いろいろなキャラクターがいる。

## 背景
ケント州カンタベリー近郊のブリーンにある、ファーミンの家で廃屋となった雌牛小屋に、オリバー・ポストゲートおよび彼のパートナーがSmallfilms社を創設し、生放送の「アレクサンダー・ザ・マウス」 (Alexander the Mouse) が製作され、ファーミンと提携した彼の雇い主であるAssociated Rediffusion/ITVのために「ジ・アドベンチャー・オブ・ホー」 (The Adventures of Ho) が撮影された。
「機関車アイバー」は、Smallfilms社の初製作品であり、ロイヤル・スコット列車の元鉄道機関車消防士だったウェールズ人のデンジル・エリス (Denzyl Ellis) とポストゲートの第二次世界大戦での偶然の出会いからインスピレーションを得ていた。
それがイングランド中部地方の平らな地形よりもインスピレーションを与えていたため、ポストゲートは北ウェールズに物語を見つけることに決めた。
筋書きは重厚であり、南ウェールズの詩人であるディラン・トマスの作品に影響されていた。

## 製作
「機関車アイバー」は、水彩画で描かれた段ボール紙の切抜きを使用しているアニメであり、ストップモーション技術を使用して撮影されていた。
当シリーズは、当初1958年にAssociated Rediffusionのために、Smallfilms社によって白黒テレビ向けに作製されたが、後にBBCのためにカラーで新たなエピソードが製作されたとき、1975年に復活した。
当シリーズは、オリバー・ポストゲートが脚本、アニメ化およびナレーションを担当していた。
ピーター・ファーミンは、アートワークを提供していた。
効果音は、ポストゲート自身が声に出して作られたアイバーの排気音であり、愛らしくローテクであった。
音楽は、バーノン・エリオットによって作曲されており、アイバーの汽笛として3つの音色を反映するために、主にソロのバスーンを特色とした。
声は、オリバー・ポストゲート、アンソニー・ジャクソンおよびオルウェン・グリフィスが吹き替えた。
アンソニー・ジャクソンは、ダイ・ステーション、エヴァンス・ザ・ソングおよびミスター・ディンウィッディ (Mr. Dinwiddy) の声を吹き替えた。